# زهير درويش (لاعب كرة قدم بحريني)
زهير درويش (12 نوفمبر 1984) لاعب كرة قدم بحريني يلعب حاليا لصالح نادي الدرجة الأولى المالكية البحريني في مركز الوسط المهاجم من 2002 كما يجيد اللعب في مركزي الجناح الأيمن والجناح الأيسر.